# Commentarii
Les commentarii (mot latin, en grec : hupomnemata ) sont des aide-mémoires, ou mémorandums. Le mot originel a donné naissance à des significations diverses : notes et résumés de discours à l'usage des orateurs ; monuments commémoratifs familiaux (à l'origine de nombreuses légendes de l'histoire romaine primitive et dans le but de glorifier une famille particulière) ; journaux tenus par des particuliers à propos d'événements survenus dans leur entourage. Dans ce dernier cas, nous pouvons citer par exemple le journal rédigé pour Trimalcion dans le Satyricon de Pétrone (Satyricon, 53) par son actuaire, un esclave à qui cette tâche était spécifiquement confiée.
D'autres commentarii étaient des mémoires d'événements rédigées par leurs acteurs, souvent des personnalités politiques. Nous pouvons par exemple citer les Commentaires de César : Commentarii de Bello Gallico sur la guerre des Gaules et Commentarii de Bello Civili sur la guerre civile. Un autre exemple est celui de Cicéron sur son consulat. Par ailleurs, différents services de l'administration impériale et certains hauts fonctionnaires tenaient des registres, qui étaient sous la responsabilité d'un fonctionnaire appelé commentariis (cf. un secrétaire, ab epistulis). Les autorités municipales tenaient également un registre de leurs actes officiels.
Les Commentarii Principis étaient le registre des actes officiels de l'empereur. Ils contenaient les décisions, favorables ou défavorables, à l'égard de certains citoyens, les accusations portées devant l'empereur ou ordonnées par ce dernier et des listes de personnes bénéficiant de privilèges spéciaux. Ces Commentarii Principis doivent être distingués du commentarii diurni, un journal judiciaire quotidien. Plus tard, des documents appelés éphémérides étaient conservés sur ordre de l'empereur ; elles furent très utilisées par la collection de biographies connue sous le nom de Scriptores Historiae Augustae (voir Histoire Auguste). Les Commentarii Senatus, mentionnés une seule fois (Tacite, Annales, XV. 74) sont probablement identiques aux Acta Senatus.
Il y avait aussi des Commentarii des collèges des pontifes : (a) le Pontificum, qui conservait des recueils de leurs décrets, pouvant servir de référence future (à distinguer de leurs Annales, documents historiques, et de leurs Acta, procès-verbaux de leurs réunions) ; (b) l'Augurum, qui conservait des recueils similaires de décrets et de réponses auguraux ; c) le décemvirorum ; (d) le Fratrum Arvalium.
Comme les prêtres, les magistrats avaient aussi des notes semblables, soit écrites par eux-mêmes, soit dont ils faisaient l'objet. Mais on ne sait pratiquement rien de ces Commentarii Magistratuum. Il convient également de mentionner les Commentarii Regum, contenant des décrets concernant les fonctions et privilèges des rois, et formant un registre des actes du roi en sa qualité de prêtre. Elles ont été rédigées à des époques historiques comme les soi-disant leges regiae (jus Papirinum), censées contenir les décrets et décisions des rois romains.

## Voir également
- Hypomnema
- Silva rerum